# 竹北東平問禮堂

竹北東平問禮堂，是位於臺灣新竹縣竹北市六家東平里的一處宅第，目前已指定為新竹縣縣定歷史建築。

## 沿革
約於1870年代，來自饒平的林氏族人受到竹北六張犁林家成功墾拓之經驗影響，搬遷來台於番仔寮、隘口一帶墾拓務農，並興建伙房定居。
1934年，因林氏家族開枝散葉且屋舍老舊，由第三代林庭金購地三甲，並聘請新埔張阿金師傅興建「一堂一橫」格局的東平問禮堂。
1949年，因林氏分家而進行擴建，成為現今「一堂三橫」的規模。
2000年間興建高鐵新竹站辦理重劃區區段徵收時，因其為高鐵特定區中少數完整留存的六家地區傳統客家農村建築，且充分保留日治時期地方傳統建築的建築材料與工法，而被保留於兒童公園用地內。
2007年7月26日，新竹縣文化資產審議委員會會議決議登錄東平問禮堂為歷史建築。
2022年12月5日，文化部文化資產局核定新台幣3000萬元補助，由新竹縣文化局發標辦理建築本體修復工程，後續預計規劃展示傳統客家伙房空間、並提供輕食餐飲服務。

## 建築設計
建築配置屬於新埔傳統「五虎下山」三合院形態，並有圍牆區隔內外，院內兩株桂花樹，極具特色。
屋前原有大面積的禾埕（曬稻子的廣場），現已開闢成道路用地。